# Eleições municipais em Manaus em 1988
As eleições municipais em Manaus em 1988 ocorreram em 15 de novembro, como parte das eleições municipais em 24 estados brasileiros e nos  territórios federais do Amapá e Roraima. No presente caso foram eleitos o prefeito Arthur Virgílio Neto e o vice-prefeito Félix Valois Júnior, além de 21 vereadores.
Natural de Manaus, o advogado Arthur Virgílio Neto graduou-se pela Universidade Federal do Rio de Janeiro, filiando-se ao diretório do MDB no Rio de Janeiro em 1966. Nove anos depois, ingressou no Instituto Rio Branco e no ano seguinte iniciou carreira diplomática no Ministério das Relações Exteriores. Filho e herdeiro político de Artur Virgílio Filho, alcançou a primeira suplência de deputado federal em 1978, seguindo para o PMDB após dois anos, quando restauraram o pluripartidarismo. Eleito deputado federal em 1982, votou a favor da Emenda Dante de Oliveira em 1984 e sufragou Tancredo Neves no Colégio Eleitoral em 1985, Quando Gilberto Mestrinho tomou as rédeas da sucessão estadual, Arthur Virgílio Neto liderou uma dissidência do PMDB que abrigou-se no PSB, mas foi derrotado por Amazonino Mendes ao disputar o governo amazonense em 1986. O revide aconteceu em 1988 quando Arthur Virgílio Neto venceu Gilberto Mestrinho na batalha pela prefeitura de Manaus.

## Resultado da eleição para prefeito
Foram apurados 286.229 votos nominais, assim distribuídos:
| Candidatos a prefeito de Manaus | Candidatos a vice-prefeito    | Número | Coligação                                                          | Votação | Percentual |
| ------------------------------- | ----------------------------- | ------ | ------------------------------------------------------------------ | ------- | ---------- |
| Arthur Virgílio Neto PSB        | Félix Valois Júnior PSB       | 40     | Frente Popular de Manaus (PSB, PH, PCN, PJ, PSDB, PSP, PCB, PCdoB) | 138.256 | 48,30%     |
| Gilberto Mestrinho PMDB         | Josué Filho PFL               | 15     | Aliança Democrática (PMDB, PTN, PMB, PSD, PASART, PFL, PDC)        | 109.470 | 38,24%     |
| Nonato Oliveira PL              | Waldison Cruz PL              | 22     | PL (sem coligação)                                                 | 25.038  | 8,75%      |
| José Fernandes PDT              | João Torres de Souza PDS      | 12     | Frente 23 de Julho (PDT, PDS, PS)                                  | 7.269   | 2,54%      |
| José de Oliveira Barroncas PT   | Raimunda Maria de Fátima PT   | 13     | PT (sem coligação)                                                 | 4.747   | 1,66%      |
| Âmina Zacarias de Oliveira PMC  | Agnaldo Rodrigues Cardoso PMC | 18     | PMC (sem coligação)                                                | 1.449   | 0,51%      |
| Fontes:                         |                               |        |                                                                    |         |            |

## Resultado da eleição para vereador
| Vereadores eleitos em Manaus    | Partido | Votação | Percentual | Cidade onde nasceu | Unidade federativa |
| Mário Frota                     | PSDB    | 13.349  |            | Granja             | Ceará              |
| Vanessa Grazziotin              | PCdoB   | 3.368   |            | Videira            | Santa Catarina     |
| Antônio Carioca                 | PDC     | 3.291   |            | Eirunepé           | Amazonas           |
| Edvar Martins                   | PDC     | 3.201   |            | Ipu                | Ceará              |
| João Batista de Freitas Noronha | PDC     | 2.830   |            |                    |                    |
| Messias Sampaio                 | PDC     | 2.668   |            | Manaus             | Amazonas           |
| Domingos Leite                  | PDC     | 2.574   |            | Manaus             | Amazonas           |
| Lourdes Lopes                   | PFL     | 2.463   |            | Manaus             | Amazonas           |
| Manoel Paiva                    | PMDB    | 2.020   |            | Rio Branco         | Acre               |
| César Bonfim                    | PFL     | 1.992   |            | Manaus             | Amazonas           |
| Robério Braga                   | PFL     | 1.968   |            | Manaus             | Amazonas           |
| Serafim Corrêa                  | PSB     | 1.826   |            | Manaus             | Amazonas           |
| Manoel Marçal                   | PMDB    | 1.801   |            | Careiro            | Amazonas           |
| João Pedro Costa                | PCdoB   | 1.796   |            | Parintins          | Amazonas           |
| José Raposo                     | PMDB    | 1.732   |            | Manaus             | Amazonas           |
| Roberto Alexandre               | PL      | 1.449   |            | Manaus             | Amazonas           |
| Otalina Aleixo                  | PMDB    | 1.441   |            | Manaus             | Amazonas           |
| Vilson Benayon                  | PMDB    | 1.437   |            | Manaus             | Amazonas           |
| Johnny de Carli                 | PTB     | 1.409   |            | São Paulo          | São Paulo          |
| Jefferson Peres                 | PSDB    | 1.238   |            | Manaus             | Amazonas           |
| Miquéias Fernandes              | PDT     | 901     |            | Boa Vista          | Roraima            |
| Fontes:                         |         |         |            |                    |                    |